# Quebrada Talinay
La quebrada Talinay es un curso de agua intermitente que fluye en la Región de Coquimbo, es costera y desemboca en el océano Pacífico al sur de la desembocadura del río Limarí.

## Historia
Luis Risopatrón la describe en su Diccionario Jeográfico de Chile: 864 
Talinai (Quebrada de) 50° 52' 71° 40' Corre hácia el W, pasa al lado S del cerro del mismo nombre i desemboca en la ribera del mar, al N de la punta Talquilla. 1. vii. p. 55; i 129; i de Talinay en 62, II, p. 288; i 155, p. 789.
Obviamente la mención del paralelo 50°52' es errónea.